# 2580 Smilevskia
2580 Smilevskia este un asteroid din centura principală, descoperit pe 18 august 1977 de Nikolai Cernîh.